# Sandur (geologia)

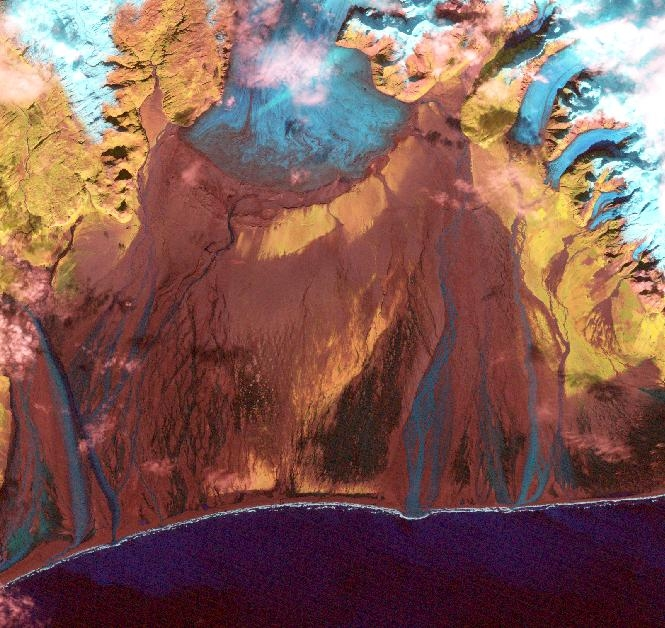
Imatge satèl·lit del Skeiðarársandur a Islàndia.

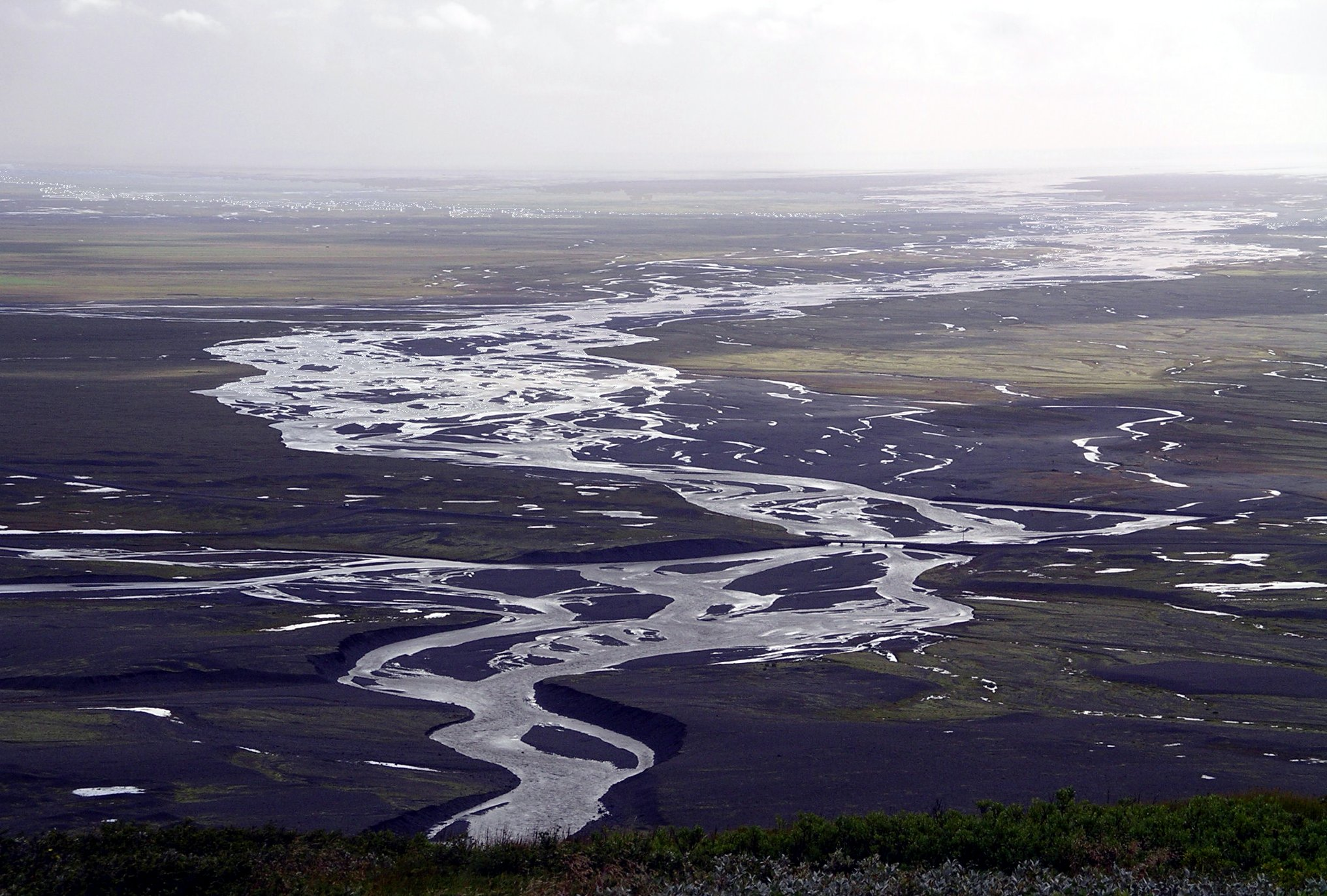
Una part del Skeiðarársandur vista des del parc nacional de Skaftafell.

Un sandur (pl. islandès: sandar) és en geologia una plana d'extensió formada pels al·luvions glacials (sorres, graves) arrossegats i dipositats per la fosa colat de casquets glacials. Els sandar estan entre-creuats per la divagació dels torrents anastomitzats i, a diferència de les planes d'extensió en alta muntanya, són generalment més amples que llargues.
El sandur, literalment sorra en islandès, treu el seu nom del Skeiðarársandur, una vasta plana de pedemont al llarg de la costa sud-est d'Islàndia, entre el casquet de gel del Vatnajökull i l'oceà Atlàntic.

## Formació
Es troba sandar a les regions periglacials (a prop de les glaceres) com a Svalbard, a les illes Kerguelen, a Islàndia o Alaska. Les glaceres i els casquets glacials, en el seu desplaçament, arrosseguen una gran quantitat de llims i de materials fins que erosionen les roques subjacents. En el front de la glacera, l'aigua de fosa pot llavors arrossegar aquests materials lluny de la glacera i dipositar-les sota la forma d'una vasta plana. El traçat de vessament dels torrents glacials a través del sandur és típicament difús i divagant, creant cursos d'aigua anastomitzats. Quan el front de la glacera es retira de la morrena frontal, els llits torrencials s'estabilitzen.
Els sandar es troben sobretot a Islàndia on l'activitat geotèrmica sota el gruix del gel amplifica l'acció de l'aigua de fosa sobre l'arrossegament dels sediments. A més d'aquesta acció geotèrmica regular, les erupcions volcàniques que tenen lloc sota les glaceres provoquen diverses vegades per segle inundacions glacials anomenades jökulhlaups i que mobilitzen enormes volums de materials.